# 弥吉淳二
弥吉 淳二（やよし じゅんじ、1968年5月17日 - 2018年1月26日）は、日本のギタリスト、作曲家、編曲家、音楽プロデューサー。血液型はB型。

## 人物・略歴
音楽ユニット・stereo criminalsの元メンバー。ユニット解散後、ギタリストとしての活動や他のアーティストへの楽曲提供および編曲・プロデュースを本格的に開始。吉川晃司、aikoらのサポートギタリストを担当し、編曲家としても多くの作品を手がける。
シンガーソングライターの椎名林檎のバックバンド・虐待グリコゲンの二代目ギタリストを務め、2000年に椎名と結婚（発表は2001年1月）。一男をもうけ、2002年に離婚した。
1999年、音楽活動を再開した川村カオリのソロプロジェクト「SORROW」を共同プロデュースする。
2009年 - 2010年、清木場俊介のシングル、アルバムをプロデュースし、ロックの音作りを手伝う。
2018年1月26日21時31分、病気のため入院先の病院で死去。49歳没。弥吉の所属事務所によれば、亡くなるまでの間、約2年半の闘病生活を送っていたが、本人の希望により病気を公表していなかったとのことである。

## 作・編曲・プロデュース
- a flood of circle - 「Dancing Zombiez」「月面のプール」「KIDS」「アカネ」｢ベストライド｣｢花｣（編曲・プロデュース）
- 植村花菜「大切な人」収録曲「あしおと」（編曲）
- CATSUOMATICDEATH （プロデュース）
- 川村カオリ（SORROW） - 『SORROW』『MACARONI』（作・編曲、プロデュース）
- 清木場俊介 - 「JET」「魔法の言葉」「エール」「変わらないコト」「again」『ROCK&SOUL』（編曲・プロデュース）
- COOL JOKE - 「UNDO」（編曲）
- go!go!vanillas - 『Kameleon Lights』収録曲｢バイリンガール｣｢カウンターアクション｣（編曲・プロデュース）
- 古明地洋哉（編曲・プロデュース）
- 白鳥マイカ（共作・編曲、共同プロデュース）
- ストレンジヌードカルト - 「 空色のフィナーレ／花を買う」（編曲・プロデュース）
- 田村直美 - 「カサブランカ・ダンディ」（沢田研二のカバー。鷹羽仁と共編曲）
- つばき - 「スタイル」「花火」（共作曲・プロデュース）
- 間慎太郎 - 『BOURBON STREET』『シンプルマン』（プロデュース）
- MARIA（編曲）
- melody. - 「遥花〜はるか〜」（編曲）

## サポート
- aiko
- 阿部真央
- 川村カオリ
- 吉川晃司
- 清木場俊介
- 古明地洋哉
- 椎名林檎
- 白鳥マイカ
- 田村直美
- YOSU-KO
- LOST IN TIME